# Grand Prix d'Isbergues 2010
Il Grand Prix d'Isbergues 2010, sessantaquattresima edizione della corsa e valida come evento dell'UCI Europe Tour 2010, si svolse il 19 settembre 2010, per un percorso totale di 200 km. Fu vinto dal lettone Aleksejs Saramotins che giunse al traguardo con il tempo di 4h48'13" alla media di 41,63 km/h.
Al traguardo 95 ciclisti portarono a termine il percorso.

## Ordine d'arrivo (Top 10)
| Pos. | Corridore           | Squadra      | Tempo    |
| ---- | ------------------- | ------------ | -------- |
| 1    | Aleksejs Saramotins | HTC-Columbia | 4h48'13" |
| 2    | Denis Galimzjanov   | Katusha      | a 2"     |
| 3    | Romain Feillu       | Vacansoleil  | s.t.     |
| 4    | Jonathan Hivert     | Saur-Sojasun | s.t.     |
| 5    | Kevyn Ista          | Cofidis      | s.t.     |
| 6    | Marcel Sieberg      | HTC-Columbia | s.t.     |
| 7    | Bert De Backer      | Skil-Shimano | s.t.     |
| 8    | Yoann Offredo       | FDJ          | s.t.     |
| 9    | Sergej Lagutin      | Vacansoleil  | s.t.     |
| 10   | Robin Chaigneau     | Skil-Shimano | s.t.     |